# ヘラルト・デ・ライレッセ
ヘラルト・デ・ライレッセ（Gerard de Lairesse、Gérard de Lairesseとも、1640年9月11日（洗礼日）- 1711年7月21日）は、フランドル生まれの画家、版画家である。アムステルダムなどで働いた。

## 略歴
現在のベルギーのリエージュで生まれた。父親のレニエル・デ・ライレッセ(Renier de Lairesse: c.1597–1667)は画家で 、兄のエルネスト・デ・ライレッセ(Ernest de Lairesse: 1636–1718)、弟のジャック・デ・ライレッセ(Jacques de Lairesse: c.1645-1690)も画家になった。父親から絵を学んだ後、1655年から、リエージュの画家、フレマル(Bertholet Flémal: 1614 – 1675)の弟子になった。イタリアに修行に出ていた兄が帰国し、持ち帰った、図像学者チェーザレ・リーパ (Cesare Ripa: c.1555-1622)の絵入りの本からも影響を受けたとされる。
バイエルン公ヴィルヘルム5世の孫で、 ケルン大司教のマクシミリアン・ハインリヒ(Maximilian Heinrich von Bayern)から絵の注文を得た。
1664年に結婚をめぐるもめ事で傷害事件を起こし、自らも鼻を負傷し、故郷にいられなくなり、現在のオランダのマーストリヒトに移った。その年、一緒に故郷を出た、いとこの女性とマーストリヒト近郊のナヴァーニュ(Navagne)で結婚した。ユトレヒトに移った後。有名な画家レンブラント・ファン・レイン(1606-1669)の最初の妻、サスキア・ファン・アイレンブルフの親類の画商、ヘーリット・ファン・アイレンブルフ(Gerrit van Uylenburgh)に才能を見出され、1665年にアムステルダムに移った。1665年にレンブラントはデ・ライレッセの肖像画を描いている。1667年にはアムステルダムの市民権を得た。1670年代にはアムステルダムで最も人気のある画家の一人となった。デン・ハーグなどでも活動した。
1685年に出版されたホーファルト・ビドロー(Govard Bidloo)の解剖書「人体の解剖学(Ontleding des menschlyken)」の挿絵も制作した。1589年に失明した後、息子や弟子たちに美術理論を講義し、息子らによって、1701年に「絵画の基本(Grondlegginge ter teekenkonst)」、没後の1911年に美術理論書「Het groot schilderboeck」が出版された。

## 作品

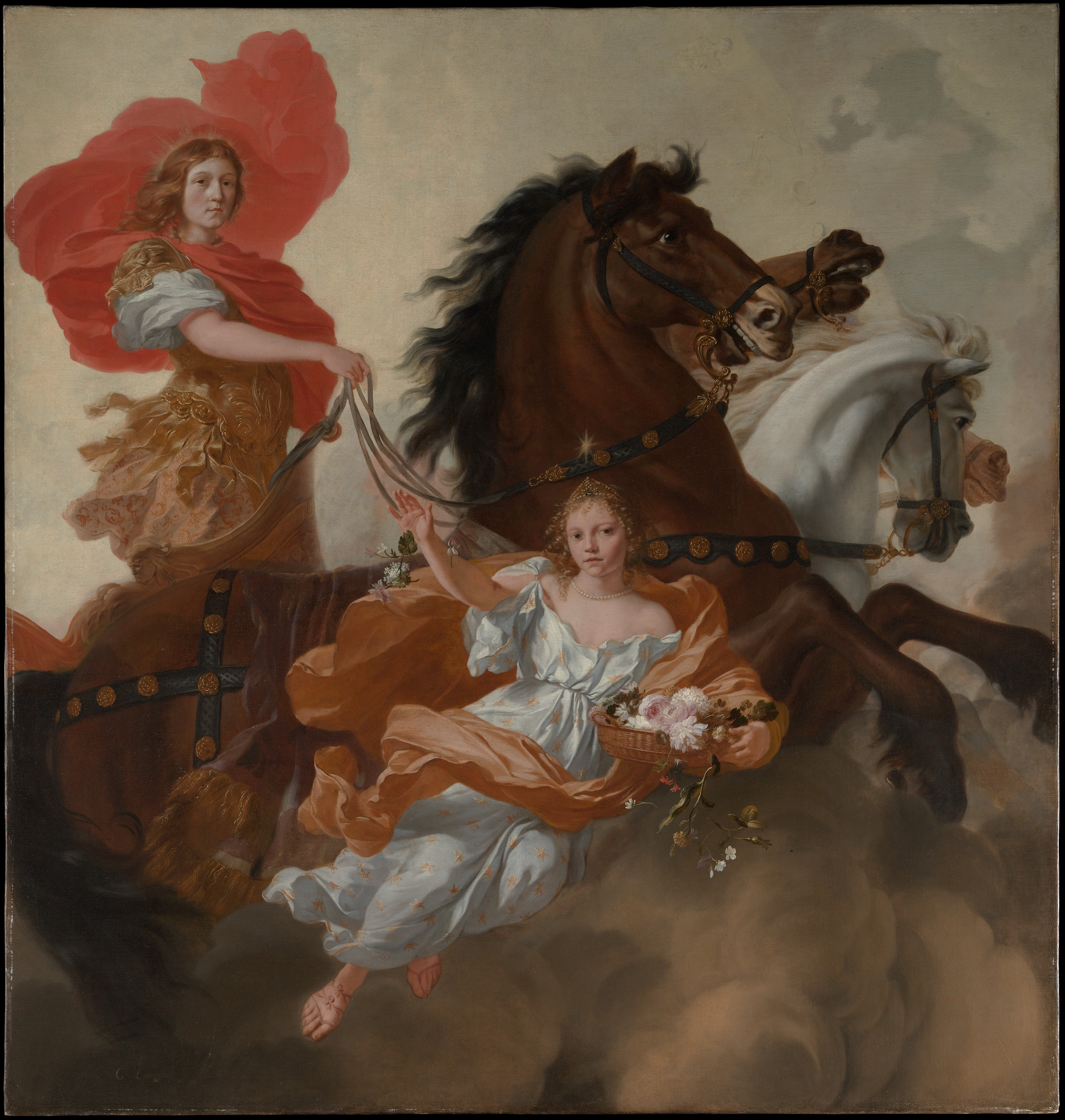
アポロンとアウローラ (1671) メトロポリタン美術館
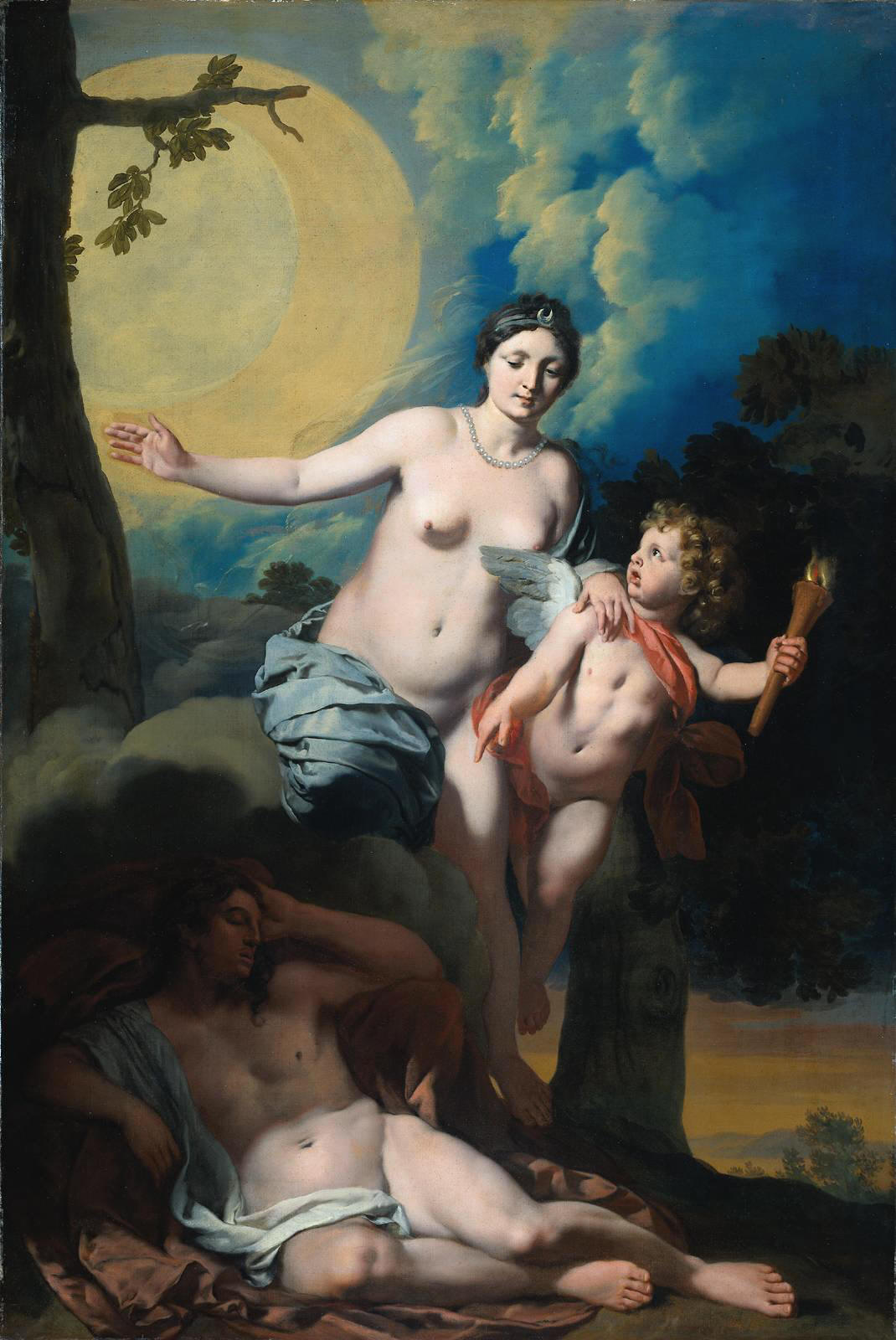
セレーネとエンディミオン アムステルダム国立美術館
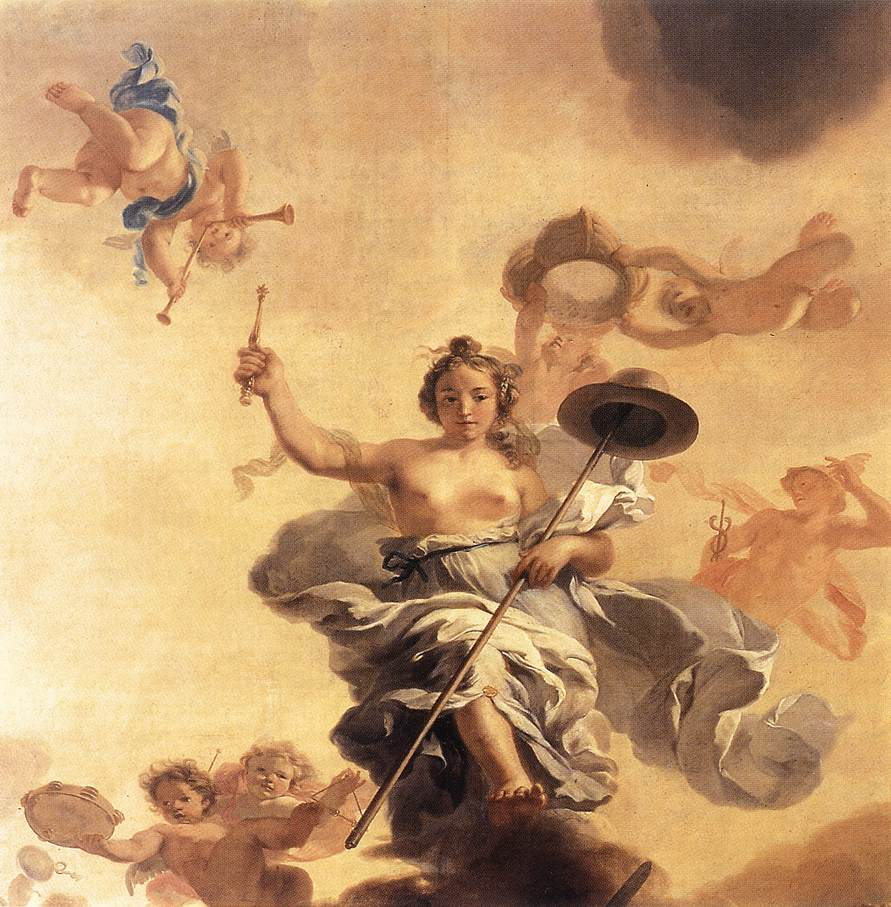
寓意画 (1672)
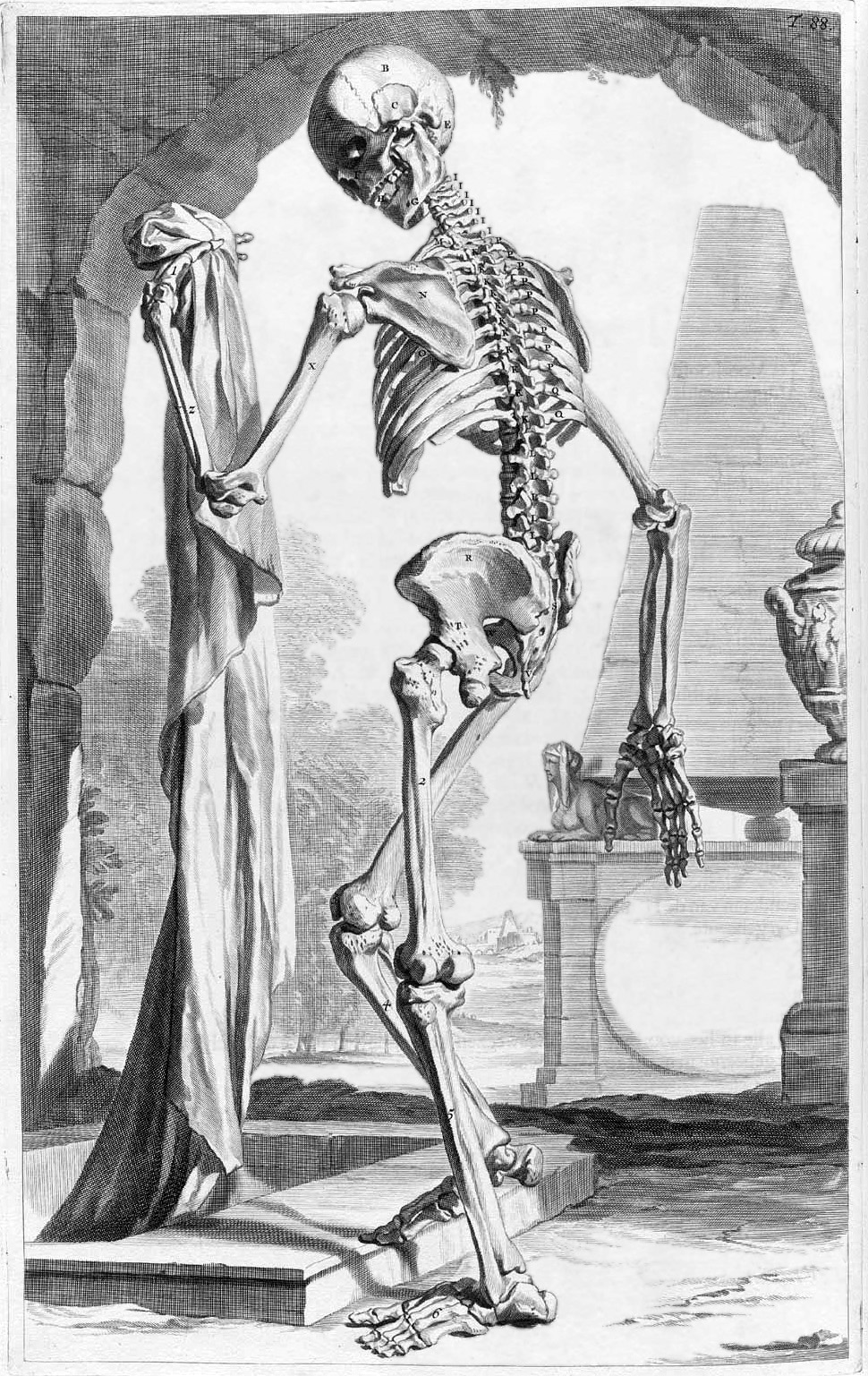
解剖学書の挿絵